# Trespasse
Trespasse é uma forma de contrato que tem por objetivo a transferência da titularidade de um bem ou imobilizado a outrem.

## Definição
O trespasse é a transferência de estabelecimento empresarial, lembrando que estabelecimento é tudo aquilo que o empresário usa para exercer e organizar sua atividade, porém há limitações, para que isso ocorra e uma delas é no caso se houver dividas, ou seja, havendo dividas existem credores e os mesmos devem aceitar a alienação do estabelecimento, caso  haja uma resposta negativa o empresário não poderá efetuar a transferência.
Diz-se que ocorre o trespasse quando o estabelecimento deixa de fazer parte da propriedade de um empresário e passa para a propriedade de outro. Tal operação, caso realizada sem a devida atenção ao processo legal, tem o potencial de gerar dívidas e até processos falimentares. Sendo que os maiores cuidados devem ser tomados em assuntos relacionados aos direitos empresarial, tributário e trabalhista. É necessário que restem bens suficientes ao alienante para saldar as dívidas da empresa junto aos credores, caso contrário, estes deverão ser notificados da venda do estabelecimento, para que possam consentir de forma expressa ou tácita, dentro do prazo de 30 dias a partir da notificação. Os artigos 1.144 a 1.147 do Código Civil Brasileiro, embora não mencionem expressamente o nome Formal do Contrato de Trespasse, indicam as peculiaridades do contrato. Não há conceituação legal do contrato de trespasse, sendo, portanto, destinada à Doutrina empresarial a função de sua denominação.

## Eficácia erga omnes
Para que o trespasse tenho eficácia perante terceiros ele tem que ter averbação na junta comercial e publicação na imprensa oficial. É preciso também que o vendedor pague todas as dividas ou peça a anuência para os credores; este tem prazo de 30 dias para responder, caso não responda, é considerado um sim, se não houver o pagamento ou a anuência o contrato é considerado nulo.

## Alienação do nome empresarial
Hodiernamente, a empresa precisa ser pensada em sua face institucional, partindo sempre de sua visão como coletividade que cria uma identidade junto ao público. Partindo desse pressuposto temos a assertiva de que o nome empresarial integra o estabelecimento. Assim, caso haja a alienação deste último, o primeiro deverá segui-lo. O artigo 1.164 do Código Civil, no seu primeiro parágrafo veda a alienação de nome empresarial sem que haja o trespasse. Tal informação justifica-se uma vez que o nome empresarial cria uma crença e um conhecimento do público sobre o tipo de produto ou serviço comercializado, passando a integrar o aviamento desse estabelecimento. Desse modo, a venda do nome empresarial sem a venda do estabelecimento poder levar o consumidor a erro, caso o novo estabelecimento passasse a integrar práticas diversas das anteriores.

## Dívidas assumidas antes do trespasse

### Cíveis

#### Contabilizadas
Responsabilidade solidaria entre ambos. O vendedor fica responsável solidariamente por um ano. Caso o vencimento da divida seja depois do contrato o prazo começa após o vencimento da divida; caso o vencimento seja antes do contrato o prazo começa na publicação do contrato.

#### Não contabilizadas
Responsabilidade do vendedor

### Trabalhistas
Responsabilidade do alienante e do adquirente do estabelecimento comercial

### Tributarias
São decorrentes do fato gerador(art. 133 do Código Tributário Nacional). Se o alienante encerrar sua atividade empresarial após o contrato a responsabilidade é exclusiva do comprador; se o alienante continuar desempenhando atividade jurídica ou cessar por um prazo de 6 meses a atividade jurídica ele é o responsável principal e o comprador possui atividade subsidiaria. Se o adquirente adquirir o estabelecimento comercial em um leilão judicial ele não responde por nenhuma divida anterior.

O adquirente recebe os créditos, se ele notificar o credor, sobre a compra do estabelecimento. O comprador assume o lugar do vendedor no contratos comerciais assumidos pelo alienante, estando obrigado a cumprir todos eles. Salvo a locação do imóvel, que estará sujeito a aceitação do dono na substituição. Após o contrato de trespasse o vendedor não pode fazer concorrências com o comprador por um prazo de cinco anos, salvo se não estiver nada estipulado no contrato (art 1.147) Código Civil Brasileiro.